# Свято-Георгіївський храм (Біла Церква)
Свято-Георгіївський храм на Замковій горі в місті Білій Церкві — це культова споруда, відбудована Білоцерківським благодійним фондом Костянтина Єфименка у період із 2011 р. до 2013 р. за типовими проєктами храмів (чотиристовпні, триапсидні) ХІ-ХІІІ ст. Над розробкою проєктної документації працював авторський колектив архітектурної майстерні АММІ.

## Історія
Древнє місто Юр'їв (попередник Білої Церкви) було засноване видатним київським князем Ярославом Мудрим у 1032 році на горі (у майбутньому Замковій горі) Пороської оборонної лінії. Замкова гора була дитинцем міста й мала оборонне значення. Назва походить від спорудження на ній замку-фортеці, який неодноразово змінював свій вигляд упродовж віків.
Оскільки місто засновувалося як один із єпархіальних центрів тодішньої Київської Руси, то на його чолі стояв єпископ юр'ївський, який досить часто згадується в літописах.
Саме на території Юр'єва була одна з перших єпархій Київської держави — єпархія Святого Георгія на Росі. Про це є згадки у Візантійському каталозі єпархій першої половини ХІ століття. Відоме навіть ім'я першого єпископа — Михаїл. Тому спорудження білокам'яного храму в ХІ столітті було закономірним.

З кінця XV століття в літописах вже зустрічається назва Біла Церква.
Існує легенда: монголо-татари, які йшли на Київ через Юр'єв, зруйнували все живе навколо на своєму шляху. Тільки люди, які встигли сховатися в білокам'яному храмі, залишилися живими. А потім цей храм не одне століття був дороговказом, одним із найсвятіших місць на цій землі. Настільки сильною була ця легенда про заснування Білої Церкви, що зуміла витіснити зі своєї назви ім'я могутнього відомого князя Ярослава Мудрого.

## Розкопки
У 2011—2013 роках на кошти Благодійного фонду Костянтина Єфименка були проведені археологічні дослідження на Замковій горі, до яких долучилися археологи Інституту археології НАН України під керівництвом Максима Квітницького, співробітника відділу давньоруської та середньовічної археології. Розкопки проходили в три етапи: перша ділянка — під перенесення пам'ятника Ярославу Мудрому, друга — під будівництво культової споруди, а третя — під музеєфікацію фундаментів (півтори апсиди) древнього храму ХІІІ століття.
Археологи дослідили майже 500 кв.м. історичного центру древнього міста. Знайшли великі шматки плінфи, кружальний посуд, свинцеву печатку, перстень, сережку, декоративну орнаментальну накладку на дерев'яну скриньку, виготовлену з міді та прикрашену вигравіруваним рослинним орнаментом, каміння з будівельним розчином ХІст., полив'яну плитку для підлоги та камінів, жорна ХІст., фрагменти людських кісток, адже раніше цвинтарі були при храмах, старовинні монети — соліди, які були найдрібнішими грішми Речі Посполитої, копійку часів правління сина царя Івана Грозного та напівгрош польсько-литовського короля Яна Ольбрахта.
Також був знайдений старовинний православний хрест (енколпіон) давньоруського часу, який носили в той час лише представники боярських та князівських родин, а також воїни князівської дружини. Хрест зроблений з олов'янистої бронзи, тому добре зберігся. Всередину хреста вкладали мощі святого чи дощечки з молитвами.
Ці знахідки підтверджують той факт, що на місці спорудження нового храму колись був дитинець — центральна частина давньоруського Юр'єва, де проживала влада міста, воїни та заможні громадяни. Знайшли і залишки печі доби пізнього Середньовіччя.
Із квітня до травня 2014 року тривав завершальний етап розкопок на Замковій горі, мета якого була розкрити фундаменти давньоруського храму, розкопані в період із 1978-го до 1983 р. Русланом Орловим. На жаль, відвідувачі зможуть побачити лише 20 % того, що залишилося від фундаменту давнього храму. На момент розкопування цих фундаментів Русланом Орловим вони були набагато цілішими, ніж зараз. Це сталося тому, що у 80-ті роки тодішні будівельники завдали їм значної шкоди, частина апсид була знесена. Тут фіксуються декілька великих ям із будівельним сміттям, сучасною цеглою, арматурою. Пізніше намагалися прокласти газову трубу, і знову ж по апсидах, пошкодивши їх великою траншеєю. Потім переконалися, що потрапили в камені, перенесли траншею, знову пошкодивши апсиди, і тоді вже кинули газову трубу. Тобто фундамент храму після досліджень активно руйнувався будівельниками, комунальними службами і газовиками. Коли будували приміщення музею, то, ставлячи контур заземлення, проклали траншею фактично по першій апсиді, її знесли повністю. На жаль, від третьої теж лише шматочки залишилися. Натомість дуже добре зберігся підмурівок північно-західної стіни, вона завширшки 1,5-2 метри. Її будівельники не знищили, очевидно, тому що тут в основі дуже велике каміння.
Варто додати: значної шкоди культурному шару городища на Замковій горі спричинив також німецький госпітальний цвинтар, що діяв упродовж 1941—1943 років і зайняв переважну частину його площі.
Знайдені під час розкопок артефакти передані на зберігання до Білоцерківського краєзнавчого музею, а згодом будуть розміщені в нижньому храмі, де планується облаштування музею знахідок Замкової гори.

## Архітектура
Церква пофарбована в історичний білий колір, лише де-не-де залишені недоштукатурені фрагменти цегляної кладки. Вона має всього один купол, досить компактна, з високими вікнами-бійницями, що в цілому характерно для зодчества княжої доби.
Дотримувалися архітектори і тодішньої технології будівництва. Адже в стіни спеціально вбудовано близько 300 глечиків, які покращують акустику залу.
Для архітектури цього періоду характерні переважно чотирьохстовпні триапсидні споруди. Фасади мають завершення трилопасною лінією. Основний акцент композиції припадає на профільовані пілястри, що рвучко злітають угору снопами вертикальних ліній, чим підкреслюється динамічність споруди. Центром композиції фасадів є перспективні, дуже розвинутого профілю портали.
У Свято-Георгіївському храмі в Білій Церкві також відбудували просторе підвальне приміщення, у якому планують відкрити музей археологічних знахідок Замкової гори.

## Сьогодення
У 2011 році Білоцерківський благодійний фонд Костянтина Єфименка профінансував відновлення культової споруди. Проєкт розробила архітектурна майстерня АММІ, враховуючи плани виявлених археологами фундаментів і зовнішньому вигляді типових давньоруських храмів XI—XIII ст. У підвальному приміщенні (підкліті) планується відкриття музею Замкової гори з експозицією знахідок, зроблених при будівництві. Збережені оригінальні фундаменти (півтори апсиди) накриті скляним павільйоном. Поруч встановлено пам'ятник Ярославу Мудрому.
Зведення закінчили у 2013 році. У 2015 році встановлено підсвічування.
Свято-Георгіївський храм на Замковій горі є власністю Благодійного фонду Костянтина Єфименка. Станом на вересень 2020 року він не переданий жодній релігійній громаді. Але на прохання білоцерківців і гостей міста у храмі проводяться екскурсії. А з 2019 року започатковано щорічний конкурс юних художників до 1000-ліття Білої Церкви. Він проводиться на День Юрія, тобто Святого Георгія, 6 травня.